# Cima del Focobon
La Cima del Focobon (3.054 m s.l.m.) è una montagna delle Pale di San Martino, si trova nell'omonimo Gruppo, in Provincia di Belluno.